# مجلس الإمبراطورية الروسية

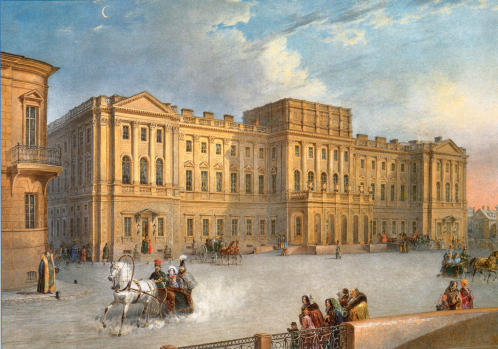
قصر ماري على ساحة القديس اسحق كان مقرا لمجلس الدولة في القرن 20.

مجلس الدولة ("Государственный Совет") كانت الهيئة الاستشارية العليا التابعة للقيصر في الإمبراطورية الروسية.

## القرن الثامن عشر
مجالس القيصر كانت مجالس صغيرة وتعنى في المقام الأول بالسياسة الخارجية.
ادخل بيتر الأول المجلس السري. ادخلت كاثرين الأولى المجلس السري الأعلى. كان دوره مختلفا خلال العهود المختلفة.
قام بيتر الثالث بإنشاء المجلس الامبراطوري في 20 مايو 1762 ("Императорский Совет")، أو، رسميا «المجلس الأعلى في المحكمة العليا» ("Совет при высочайшем дворе"). اقيل بعد فترة وجيزة بخلافة كاترين الثانية. مجلس الدولة لم يعد موجودا بعد ثورة فبراير من عام 1917.

## 1810-1917
أنشئ مجلس الدولة من قبل ألكسندر الأول عام 1810 كجزء من إصلاحات سبيرانسكي. على الرغم من سبيرانسكي على النحو المتوخى في مجلس الشيوخ في البرلمان الروسي، لأنها فعلا هيئة استشارية تشريعية مؤلفة من الناس الذين كان يمكن للقيصر الوثوق به. اختلف عدد الأعضاء في فترات مختلفة. عند إنشائه في عام 1810 كان هناك 35 عضوا، في عام 1890 كان هناك 60. ان الواجب الأساسي للمجلس كان التحقيق الأولي، إصدار وإلغاء القوانين.
خلال 1906-1917، تم تعريف المركز التابع لمجلس الدولة بموجب الدستور الروسي 1906. وتم تعيين رئيسه من قبل القيصر. نصف أعضائه تم تعيينهم من قبل القيصر من الشخصيات المميزة في الخدمة المدنية والعسكرية، ونصف من الانتخابات من مختلف فئات المجتمع، كل على حدة:
- 56 مقعدا من زيمتوف (1 من كل غوبرنيه)، * 18 مقعدا من جمعيات النبلاء، * 6 مقاعد من الكنيسة الأرثوذكسية الروسية: 3 منهم من رجال الدين البيض، و 3 من رجال الدين السود (الرهبان)، * 12 مقعدا من لجان البورصة، والغرف التجارية وجمعيات رجال الأعمال، * 6 مقاعد من الأكاديمية الروسية للعلوم، * مقعدان من برلمان فنلندا.

مجلس الدولة كان مجلس الشيوخ في البرلمان، في حين أن مجلس الدوما في الإمبراطورية الروسية كان مجلس النواب. بالمقارنة مع مجلس اللوردات البريطاني معاصره وغرينهاوس البروسي، الغرفة العليا الروسية كانت أكثر ديمقراطية، ونصف أعضائها كانوا منتخبين ديمقراطيا من مختلف قطاعات المجتمع، في حين أن مجلس اللوردات والهيرينهاوس يتألف وراثيا.

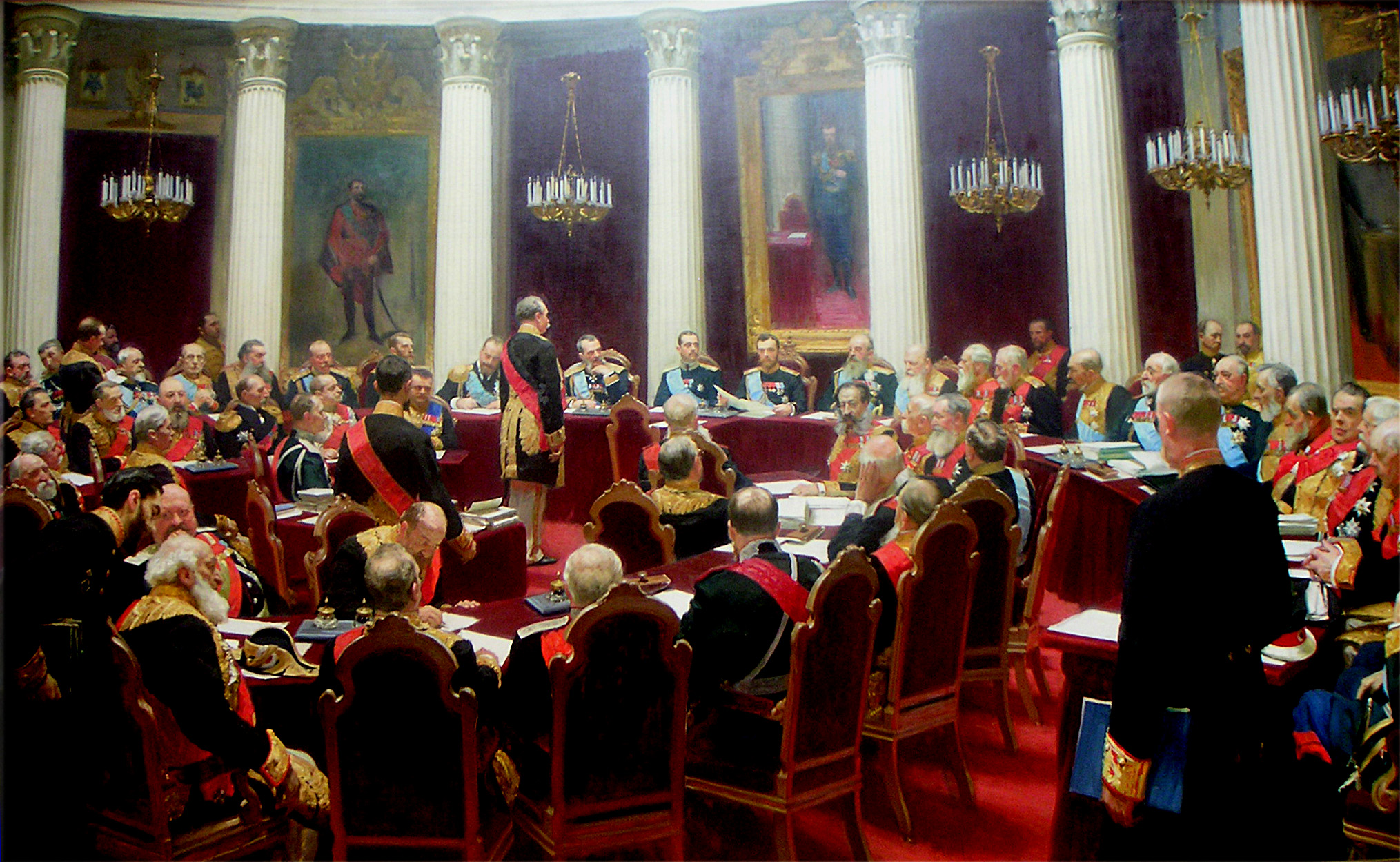
الدورة المئوية لمجلس الدولة في قصر ماري يوم 5 مايو 1901 ممثلة في ايليا ريبين لوحة زيتية على قماش ضخمة (من التفصيل المبين)، الآن معروضة في المتحف الروسي.